# 壬生台舜
壬生 台舜（みぶ たいしゅん、1913年9月24日 - 2002年6月13日）は、日本の仏教学者、浅草寺第26世貫首。大正大学教授等を務めた。専門は天台教学、仏教学。

## 経歴
1913年生まれ。大正大学仏教学部で学び、卒業。
1962年、学位論文『チベット仏教の基礎的研究』を大正大学に提出して文学博士号を取得。2002年に遷化。

## 著作
著書
- 『般若心経』宝文館 1963
  - 改訂版 1971年
- 『叡山の新風 山家学生式〈最澄〉／入唐求法巡礼行記〈円仁〉』筑摩書房 1967
- 『観音経講話』教育新潮社 1971
- 『仏教思想 仏教十八章』(大正大学選書 7) 第一書房 1983
- 『いかに死を捉えるか』大蔵出版、1985）
- 『最澄のこころ』大蔵出版 1987
- 『金光明経：佛典講座』大蔵出版 1987
  - 新装版 2006年

共編著
- 『天台 真言』宮坂宥勝と共著、春秋社 1971
- 『いのち　生と死をみつめて』(大正大学選書 3) 第一書房発行 1982

論文
- CiNii>壬生台舜
- INBUDS>壬生台舜

記念論集
- 『仏教の歴史と思想：壬生台舜博士頌寿記念論文集』大蔵出版 1985